# Zhumeria
Zhumeria là một chi thực vật có hoa trong họ Hoa môi (Lamiaceae).

## Loài
Chi Zhumeria gồm các loài: